# Regalista
A regalista az erdélyi országgyűlésre személyre szóló királyi levéllel (litterae regales) meghívott földesúr, illetve rangos tisztviselő. A 16–19. században rendszerint az erdélyi fejedelem híve.

## A regalisták az erdélyi országgyűléseken
A regalisták körét nem korlátozta jogszabály, az uralkodó azt és annyit hívott meg, akit és amennyit akart. Számuk idővel egyre növekedett. A 17. század első felében általában 26-30 fő mintegy 21 családból, a 17. század végén, 1687-ben 81 fő 51 családból, míg a 18. században több mint 100.
A 19. században, Ferenc József időszakában több mint 150 "tekintélyes férfi"

## Regalisták a magyar országgyűlésen
A jelenség a magyar rendi országgyűlésen is ismert volt, de a magyarországi regalisták nem voltak annyira a királyi hatalom függvényei, mint erdélyi társaik.